# Dirty Dancing
Pour les articles homonymes, voir Dirty Dancing (homonymie).
Série
Dirty Dancing 2
(2004)
Pour plus de détails, voir Fiche technique et Distribution.
Dirty Dancing ou Danse lascive au Québec (Dirty Dancing) est un film musical américain d'Emile Ardolino, sorti en 1987.

## Synopsis
Au cours de l'été 1963, les Houseman, une famille aisée de New York, passent leurs vacances à la pension de la famille Kellerman située dans l'État de New York, la région des montagnes Catskill.
La benjamine de la famille, Frédérique Houseman, dite « Bébé », âgée de dix-sept ans, participe avec ses parents et sa sœur aînée Lisa aux activités de loisirs proposées par la pension. Peu dégourdie et un peu gauche, cette littéraire, intéressée par l’économie des pays sous-développés et membre du mouvement pour la paix, tranche avec sa sœur. Cette dernière est au contraire frivole et seulement concernée par son apparence physique.
Un peu par hasard, Bébé se trouve mêlée à la vie des employés de la pension. Elle aperçoit alors un employé, un homme séduisant et viril nommé Johnny Castle, étant également un excellent danseur. Bébé se voit alors confrontée à un monde qui lui est complètement étranger, celui de la danse.
Penny Johnson, une des danseuses de l'établissement (et amie d'enfance de Johnny) doit se faire avorter à la suite d'une grossesse non désirée et causée par un des serveurs de l'établissement, Robbie Gould (étudiant en médecine). Il décide de l'ignorer et refuse de l'aider. Penny est secourue par Bébé quand celle-ci demande à son père de lui prêter de l'argent, sans pour autant lui expliquer la situation. Ainsi, Bébé donne l'argent à Penny pour lui payer son avortement. Au début, celle-ci refuse car Johnny et elle ne pourraient pas participer à une représentation dans un théâtre voisin, ce qui leur coûterait le salaire de la saison. Mais Penny accepte finalement l'argent quand Bébé se porte volontaire pour la remplacer, même si elle n'est qu'une débutante en danse.
Cela amène Bébé à suivre des cours avec Johnny afin de préparer le spectacle, aidés également par Penny. C'est le début d'un long entraînement, sous la supervision intransigeante de Johnny, ce qui est très difficile pour Bébé. Mais au cours de leurs séances, les deux danseurs développent une attirance mutuelle. Se déroulent alors de longues heures d’entraînements, jour et nuit, mettant en scène un des moments cultes du film, l’entraînement de Johnny et Bébé, accompagnés de Penny en trios. Malgré l'échec de Bébé à exécuter un porté, le point culminant du spectacle, la performance de Johnny et Bébé s'avère être un succès.
À leur retour à la pension Kellerman, les deux danseurs apprennent que Penny a été blessée par l'avortement qui a été bâclé, et fait par un amateur. Bébé demande alors l'aide de son père médecin pour soigner la jeune femme. Après s'être occupé de Penny, le Dr Houseman, croyant à tort que Johnny était responsable de cette grossesse, ordonne à sa fille de rester loin d'eux. Bébé part s'excuser auprès de Johnny sur le comportement de son père, mais Johnny estime qu'il le mérite, en raison de son statut inférieur. Bébé le rassure sur sa valeur et lui déclare son amour. Les deux commencent à se voir secrètement et ont des rapports sexuels. Quand Penny l'apprend, elle essaie de convaincre Johnny de cesser cette relation. Mais les deux amants ne peuvent s’empêcher de se revoir. Quand Robbie Gould vient narguer Johnny, en présence de Penny et Bébé, Johnny s’énerve et lui inflige une correction.
Pour sauver Johnny, menacé de licenciement car il est suspecté de vols de portefeuilles à la pension (une vengeance d'une riche cliente qui avait pour amant Johnny et qui a vu Bébé sortir un matin de son appartement), Bébé se voit contrainte de révéler leur relation amoureuse au directeur de l'établissement, en présence de son père. Celui-ci, effondré par cette nouvelle et par les mensonges de sa fille, se détourne d'elle. Johnny essaie de s'expliquer avec le Dr Houseman, mais il échoue à lui avouer qu'il n'est pas l'auteur de la grossesse de Penny. Malgré le fait que les coupables des vols de portefeuilles aient été arrêtés (le couple Schumacher, des personnes âgées coutumières du fait), Johnny est quand même licencié pour avoir couché avec une cliente. Il quitte la pension après avoir dit au revoir à Bébé.
Bébé s'excuse plus tard auprès de son père pour lui avoir menti, mais pas pour sa romance avec Johnny. Elle l'accuse d'être trop conservateur, lui rappelant qu'il lui avait parlé du droit à une seconde chance dans la vie. Malgré leur chagrin réciproque, les deux restent en froid.
Au cours du spectacle de fin de saison (auquel participe Lisa, une piètre chanteuse), le Dr Houseman apprend la vérité au sujet de Penny. Alors qu'il tend une lettre de recommandation à Robbie pour ses études médicales, celui-ci admet par maladresse qu'il a mis Penny enceinte et la dénigre ainsi que Bébé. Le Dr Houseman, en colère, lui reprend la lettre des mains.
Pendant que le spectacle se déroule, Johnny arrive dans la salle, s'approche de la table des Houseman et prend Bébé par le bras, disant à son père : « On ne laisse pas Bébé dans un coin ! »[1]. Les deux montent ensuite sur la scène, interrompant le spectacle. Johnny déclare à l'assistance que Bébé a fait de lui une meilleure personne. Ils exécutent ensuite la danse qu'ils ont pratiquée ensemble, sur l'air de la chanson (I've Had) The Time of My Life , avant d'être rejoints par le personnel et les invités.
Pendant la fin de la danse, le docteur Houseman s'approche de Johnny et admet qu'il s'est trompé sur son compte et s'excuse. Il se réconcilie également avec sa fille.

## Fiche technique
Sauf indication contraire, les informations mentionnées dans cette section peuvent être confirmées par la base de données cinématographiques IMDb,  présente dans la section « Liens externes ».
- Titre original et français : Dirty Dancing
- Titre québécois : Danse lascive
- Réalisation : Emile Ardolino
- Scénario : Eleanor Bergstein
- Musique : John Morris
- Direction artistique : Mark Haack et Stephen J. Lineweaver
- Décors : David Chapman et Clay A. Griffith
- Costumes : Hilary Rosenfeld
- Photographie : Jeff Jur
- Son : John Pritchett
- Montage : Peter C. Frank
- Production : Linda Gottlieb
  - Coproductrice : Eleanor Bergstein
  - Producteurs délégués : Mitchell Cannold et Steven Reuther
  - Productrice associée : Doro Bachrach
- Société de production : Great American Films Limited Partnership et Vestron Pictures
- Société de distribution : Vestron Pictures (États-Unis), Norstar Releasing (Canada), L'Atelier Distribution (France)[1]
- Budget : 6 millions de dollars[2]
- Pays d'origine :  États-Unis
- Langue originale : anglais
- Format[3] : couleur - 35 mm - 1,85:1 (Panavision) - son : Dolby stéréo
- Genre : drame musical, romance
- Durée : 100 minutes
- Dates de sortie :
  - États-Unis : 17 août 1987
  - France : 12 mai 1987 (Festival de Cannes), 18 septembre 1987 (Festival du cinéma américain de Deauville), 9 décembre 1987 (sortie nationale)
  - Québec : 21 août 1987[4]
  - Canada : 6 février 2011 (Digital Film Festival)
- Classification[5] :
  -  États-Unis : PG-13 - Parents Strongly Cautioned  (Certaines scènes peuvent heurter les enfants de moins de 13 ans - Accord parental recommandé, film déconseillé aux moins de 13 ans)
  -  France : Tous publics (visa d'exploitation no 67086 délivré le 9 décembre 1987)[6]

## Distribution
- Patrick Swayze  (VF : Richard Darbois) : Johnny Castle
- Jennifer Grey  (VF : Virginie Ledieu) : Frédérique « Bébé » Houseman[a] (Frances "Baby" Houseman en anglais)
- Jerry Orbach  (VF : Pierre Hatet) : le docteur Jake Houseman, le père de Bébé
- Kelly Bishop  (VF : Liliane Patrick) : Marjorie Houseman, la mère de Bébé
- Cynthia Rhodes  (VF : Martine Meirhaeghe) : Penny Johnson
- Jack Weston  (VF : Yves Barsacq) : Max Kellerman
- Max Cantor  (VF : Éric Baugin) : Robbie Gould
- Jane Brucker  (VF : Françoise Rigal) : Lisa Houseman, la sœur de Bébé
- Lonny Price  (VF : Jean-François Vlérick) : Neil Kellerman
- Charles Honi Coles  (VF : Robert Liensol) : Tito Suarez
- Neal Jones : Billy Kostecki
- Wayne Knight  (VF : Mario Santini) : Stan
- Paula Trueman : madame Sylvia Schumacher
- Alvin Myerovitch : monsieur Schumacher
- « Cousin Brucie » Morrow (en) : le magicien
- Garry Goodrow : Moe Pressman
- Miranda Garrison : Vivian Pressman
- Jennifer Stahl : une danseuse

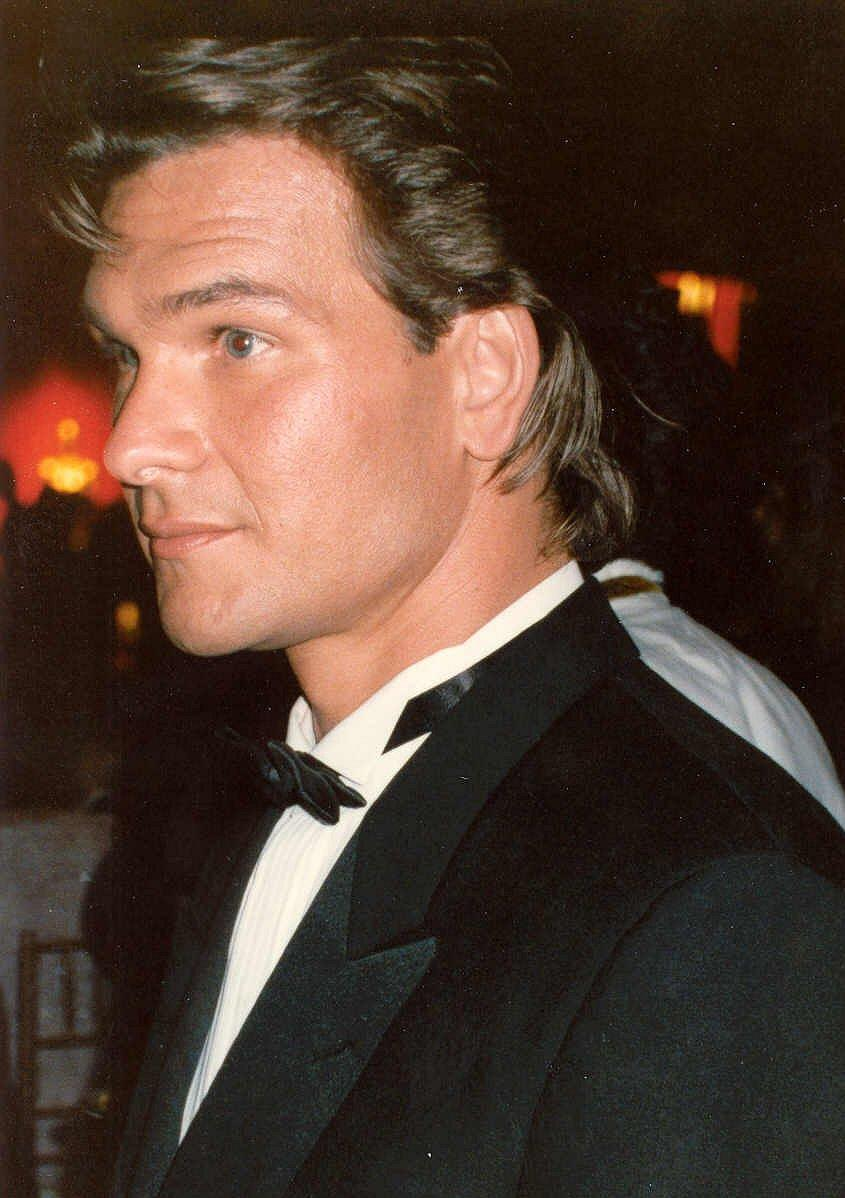
Patrick Swayze (Johnny Castle)
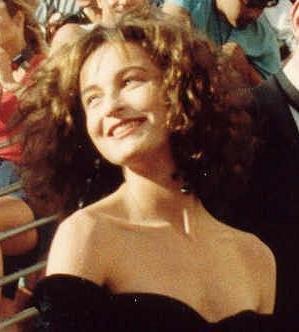
Jennifer Grey (« Bébé » Houseman)
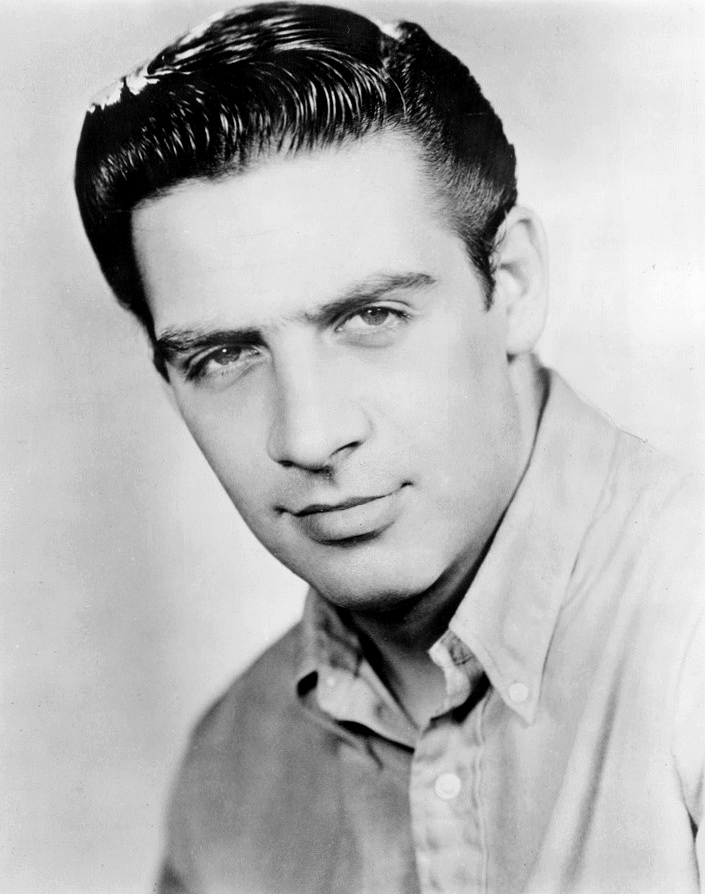
Jerry Orbach (Jake Houseman)
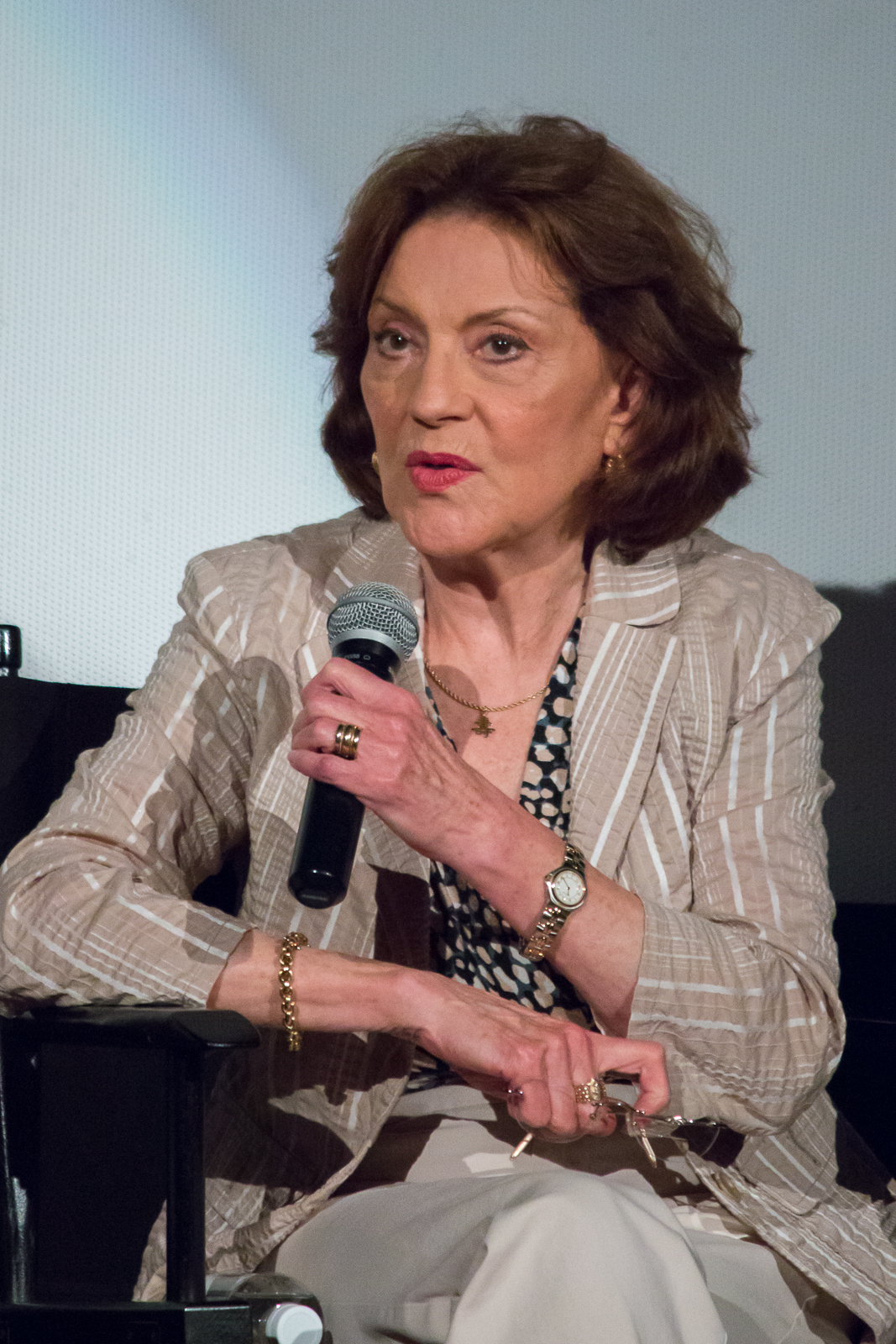
Kelly Bishop (Marjorie Houseman)

## Production

### Choix des interprètes
Le rôle de Johnny Castle est initialement destiné à Val Kilmer, mais celui-ci déclinera finalement l'offre. Le nom de Billy Zane est également évoqué, mais c'est finalement Patrick Swayze, alors inconnu du grand public, qui est choisi.
Alors que le personnage de « Bébé » est âgé de dix-sept ans, c'est Jennifer Grey, alors âgée de vingt-sept ans, qui est choisie pour le rôle. Dans un premier temps, la production la juge trop vieille pour incarner une adolescente. Mais la comédienne serait parvenue à convaincre le producteur Emile Ardolino en cinq minutes, notamment pour ses talents de danseuse.
À l'origine, le rôle de Marjorie Houseman devait être tenu par Lee Leighton. Mais après que cette dernière est tombée malade, elle est remplacée par Kelly Bishop qui devait initialement jouer le rôle de Vivian Pressman. Celui-ci échoit finalement à l'assistante-chorégraphe du film, Miranda Garrison.

### Tournage

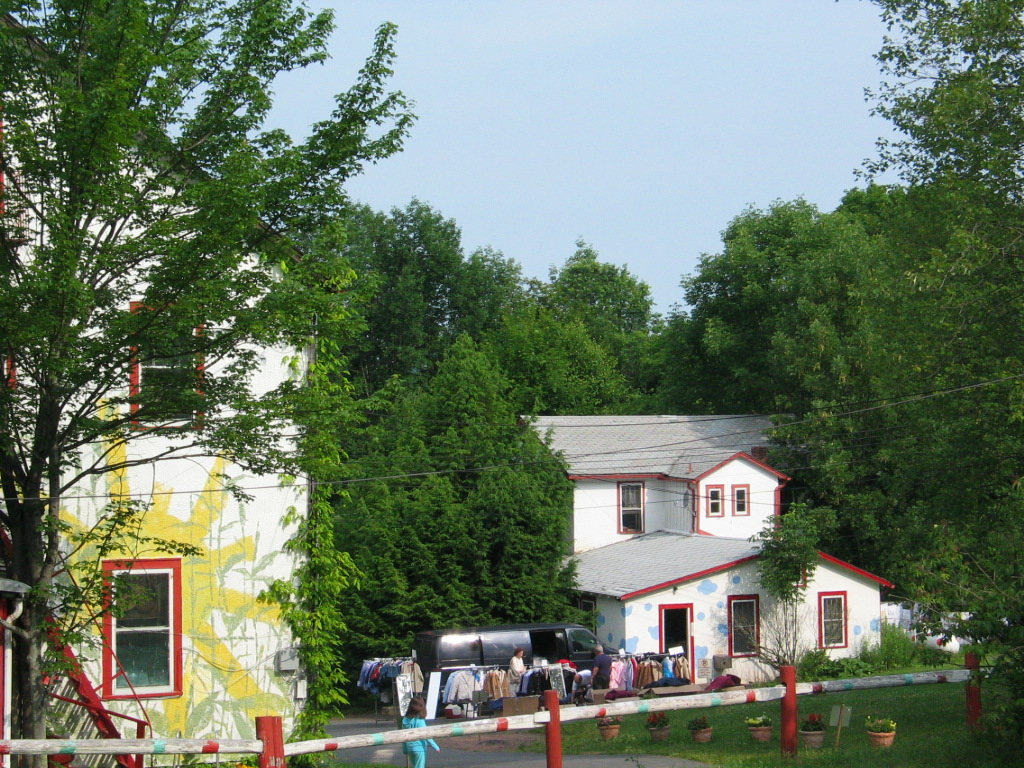
L’hôtel de la famille typique dans les montagnes Catskill.

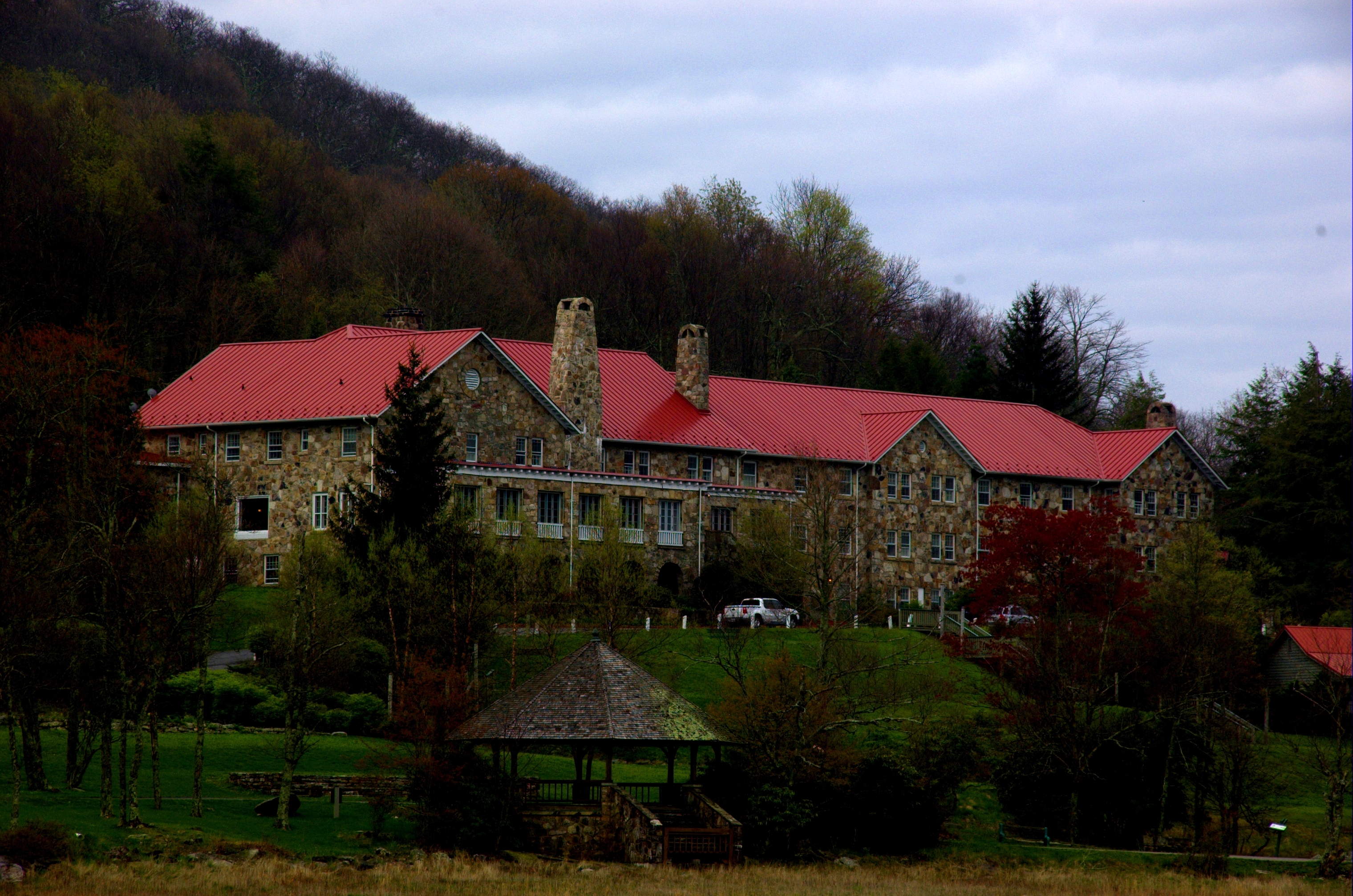
Le Mountain Lake Hotel.

Le tournage débute le 5 septembre 1986 et s’achève quarante-trois jours plus tard à Lake Lure dans le comté de Rutherford en Caroline du Nord et à Mountain Lake dans le comté de Giles en Virginie. Les scènes à Lake Lure sont filmées dans un ancien camp scout pour filles appelé « Camp Occoneechee », qui est aujourd'hui une propriété privée, une communauté résidentielle connue sous le nom de « Firefly Cove ».
Partiellement effectué en automne, le tournage cependant s’avère compliqué étant donné que l’histoire est censée se dérouler en été : l'équipe doit repeindre des feuilles d'arbre en vert et les recoller sur des arbres. La scène du porté dans le lac est difficile, en raison de la température de l'eau.
Le tournage est aussi parfois rendu difficile à cause de la profonde mésentente qui règne entre les acteurs Patrick Swayze et Jennifer Grey, qui ne s'apprécient guère. La scène où Johnny Castle s'énerve lors des répétitions de leur danse, parce que Bébé ricane, était bien réelle. Patrick Swayze ne supporte également plus que Jennifer Grey ricane quand il lui frôle les aisselles. D'une manière générale, il lui reproche de prendre son rôle trop à la légère. Au début du projet, Swayze avait pourtant dû la convaincre de participer au film, la comédienne ne l'ayant pas du tout apprécié sur le tournage de L'Aube rouge, trois ans plus tôt.
Tout comme la scène où Jennifer Grey ne pouvait s'empêcher de rire, celle où Johnny et Bébé rampent sur le sol n'était pas prévue au scénario. Il s'agissait en fait d'un échauffement des deux acteurs que le réalisateur, très enthousiasmé par cette performance, décide d'intégrer au film.

### Musique
Édition originale (1987) :
1. (I've Had) The Time of My Life (Bill Medley, Jennifer Warnes) – 4:47
2. Be My Baby (The Ronettes) – 2:37
3. She's Like the Wind (Patrick Swayze) – 3:53
4. Hungry Eyes (Eric Carmen) – 4:06
5. Stay (Maurice Williams and the Zodiacs) – 1:34
6. Yes (Merry Clayton) – 3:15
7. You Don't Own Me (The Blow Monkeys) – 2:59
8. Hey! Baby (Bruce Channel) – 2:21
9. Overload (Alfie Zappacosta) – 3:39
10. Love Is Strange (Mickey & Sylvia) – 2:52
11. Where Are You Tonight? (Tom Johnston) – 3:59
12. In the Still of the Night (The Five Satins) – 3:03

La bande originale du film sort en août 1987, en même temps que le film dans les salles de cinéma américaines. Il devient un succès commercial aux États-Unis, notamment grâce à la chanson finale du film, (I've Had) The Time of My Life, ainsi que celle interprétée par Patrick Swayze, She's Like the Wind.
L'album reste dix-huit semaines à la première place du Billboard 200 comptabilisant les ventes d'albums, et se vend à 42 millions d'exemplaires dans le monde. Il est l'un des albums les plus vendus de tous les temps.
En 1988, sort l'album More Dirty Dancing (en).
Les titres The Time of My Life, She's Like the Wind et Hungry Eyes sont sortis la même année que le film, en 1987. Or l'histoire est censée se dérouler dans les années 1960, donc, de ce point de vue, ces trois titres sont anachroniques.

## Accueil

### Critique
Sur le site agrégateur de critiques Rotten Tomatoes, le film obtient un score de 68 % d'avis favorables, sur la base de 69 critiques collectées et une note moyenne de 6,11/10 ; le consensus du site indique : « Comme ses personnages séduisants, Dirty Dancing utilise une chorégraphie impressionnante et le pouvoir de la chanson pour surmonter une série d'obstacles redoutables ». Sur Metacritic, le film obtient une note moyenne pondérée de 65 sur 100, sur la base de 20 critiques collectées ; le consensus du site indique : « Avis généralement favorables ».

### Box-office
Le film a obtenu un grand succès sur le continent américain, malgré son petit budget et des acteurs alors très peu connus.
La bande originale du film est l'une des plus vendues dans le monde, avec des chansons telles que She's Like the Wind (écrite et interprétée par Patrick Swayze), Hungry Eyes (interprétée par Eric Carmen) et (I've Had) The Time of My Life (composée par Franke Previte (en), interprétée en duo par Bill Medley et Jennifer Warnes) ; cette dernière remportera en 1988 l'Oscar de la meilleure chanson.
En comparaison, en France le film n'a pas trouvé son public, avec seulement 394 327 entrées au cours de son exploitation en salles. Il a cependant connu une seconde carrière, grâce à sa sortie en VHS dans les vidéo-clubs.
| Pays ou région    | Box-office          | Date d'arrêt du box-office | Nombre de semaines |
| ----------------- | ------------------- | -------------------------- | ------------------ |
| États-Unis Canada | 63 446 382 $        | 10 octobre 1988            | 19                 |
| France            | 394 327 spectateurs |                            |                    |
| Total mondial     | 214 577 242 $       | -                          | -                  |

## Distinctions
Entre 1987 et 2008, Dirty Dancing a été sélectionné 18 fois dans diverses catégories et a remporté 12 récompenses.

### Récompenses
- Jupiter Awards 1987 : Jupiter Award du meilleur film international pour Emile Ardolino.
- Amanda Awards 1988 : Prix Amanda du meilleur long métrage étranger pour Emile Ardolino.
- Cérémonie des Oscars 1988 : Oscar de la meilleure chanson originale (I've Had) The Time of My Life pour Franke Previte, John DeNicola et Donald Markowitz[17].
- Golden Globe Awards 1988 : Golden Globe de la meilleure chanson originale (I've Had) The Time of My Life pour Franke Previte, John DeNicola et Donald Markowitz[17].
- Film Independent Spirit Awards 1988 : Independent Spirit Award du meilleur premier long métrage pour Emile Ardolino et Linda Gottlieb.
- Goldene Leinwand 1988 :
  - Golden Screen pour les films ayant totalisé 3 millions d'entrées en 18 mois,
  - Golden Screen avec 1 étoile pour les films ayant totalisé 6 millions d'entrées en 18 mois.
- Grammy Awards 1988 : Meilleure prestation vocale pop d'un duo ou groupe pour Bill Medley et Jennifer Warnes[20].
- ASCAP Film and Television Music Awards 1989 :
  - ASCAP Award des chansons les plus jouées de films cinématographiques Hungry Eyes pour John DeNicola et Franke Previte,
  - ASCAP Award des chansons les plus jouées de films cinématographiques (I've Had) The Time of My Life pour Franke Previte, John DeNicola et Donald Markowitz.
- BMI Film and TV Awards 1989 : chanson la plus jouée d'un film She's Like the Wind pour Patrick Swayze et Stacy Widelitz
- TV Land Awards 2008 : séquence de danse de film que vous avez reconstituée dans votre salon (I've Had) The Time of My Life

### Nominations
- Festival du cinéma américain de Deauville 1987 : prix de la critique internationale pour Emile Ardolino.
- Golden Globe Awards 1988 : 
  - Meilleur film musical ou de comédie,
  - Meilleur acteur dans un film musical ou une comédie pour Patrick Swayze,
  - Meilleure actrice dans un film musical ou une comédie pour Jennifer Grey[21].
- Grammy Awards 1988 : meilleure chanson écrite spécifiquement pour un film ou la télévision (I've Had) The Time of My Life pour Franke Previte, John DeNicola et Donald Markowitz[17].
- Kids' Choice Awards 1988 : acteur de cinéma préféré pour Patrick Swayze

## Dans la culture populaire
La réplique culte de Johnny Castle (Patrick Swayze) « On ne laisse pas Bébé dans un coin ! » sera reprise dans la culture populaire, ainsi que la séquence de danse de Castle et Bébé à la fin du film.

### Cinéma
- Dans L'Arnacœur (2010) de Pascal Chaumeil, le personnage de Romain Duris tente de séduire celui de Vanessa Paradis. La sachant passionnée par le film Dirty Dancing, il regarde le film en boucle, mémorise la chorégraphie, prétend adorer le film lui aussi et reproduit la danse finale du film avec elle.
- Dans Crazy, Stupid, Love (2011) de Glenn Ficarra et John Requa, le personnage de Jacob (Ryan Gosling) a une technique pour mettre les femmes dans son lit : il inclut le nom du film Dirty Dancing dans sa conversation, met la musique (I've Had) The Time of My Life et exécute le « porté » devenu culte de la danse finale du film.
- Dans Men in Black 3 (2012) de Barry Sonnenfeld, le personnage de Pitbull reprend la chanson Love Is Strange du film, sous le titre Back in time.
- Dans Astérix et Obélix : L'Empire du Milieu (2023) de Guillaume Canet , dans la scène finale après le banquet, Obélix et Tat Han dansent sur (I've Had) The Time of My Life.

### Télévision
- Dans la série Malcolm (saison 3, épisode 8), la scène du cours de danse est largement inspirée du cours que Penny donne aux vacanciers.
- Dans la série How I Met Your Mother (saison 2, épisode 12), Barney (Neil Patrick Harris) reprend une scène du film.
- Dans la série 90210 Beverly Hills : Nouvelle Génération (saison 1, épisode 7), on trouve une allusion à la citation du film « On ne laisse pas Bébé dans un coin ».
- Dans la série Glee (saison 2, épisode 9), une reprise de la chanson (I've Had) The Time of My Life est chantée par les personnages de Quinn et de Sam[23].
- Dans la série New Girl, le personnage de Jess regarde le film plusieurs fois par jour lors de ses grosses ruptures amoureuses. On le voit lors de sa rupture avec Spencer dans le premier épisode de la première saison et sa rupture avec Nick dans la troisième saison.

### Musique
- La chanson (I've Had) The Time of My Life est reprise en 2010 par les Black Eyed Peas, sous le titre The Time (Dirty Bit).

### Attraction touristique
- Le site de tournage de Dirty Dancing, l'hôtel du Mountain Lake, a misé son offre touristique sur la mémoire du film. C'est en effet le lieu de tournage de la fameuse scène de la répétition  dans le lac du porté de la danse finale. Or, pendant douze ans le lac s'est asséché, par un système naturel d'auto-nettoyage cyclique[Quoi ?], au grand dam des fans du drame musical. Cependant, il s'est à nouveau partiellement rempli depuis 2020[24],[25].

## Adaptations

### Cinéma
- 2004 : En dépit de son titre francophone, Dirty Dancing 2 (en VO, Dirty Dancing: Havana Nights)  de Guy Ferland ne peut être considéré comme une véritable suite, dans la mesure où le film ne reprend pas les mêmes personnages. Il s'agit en réalité d'une reprise transposée à La Havane. L'acteur Patrick Swayze y tient un petit rôle.
- En 2020, un projet de suite de Dirty Dancing avec Jennifer Grey, réalisé par Jonathan Levine, est annoncé[26]. Sa sortie est prévue pour le 9 février 2024[27].

### Télévision
- 2017 : Dirty Dancing de Wayne Blair, une mini série de trois épisodes produite par ABC, sera le troisième reprise du film devenu culte[28].

### Comédie musicale

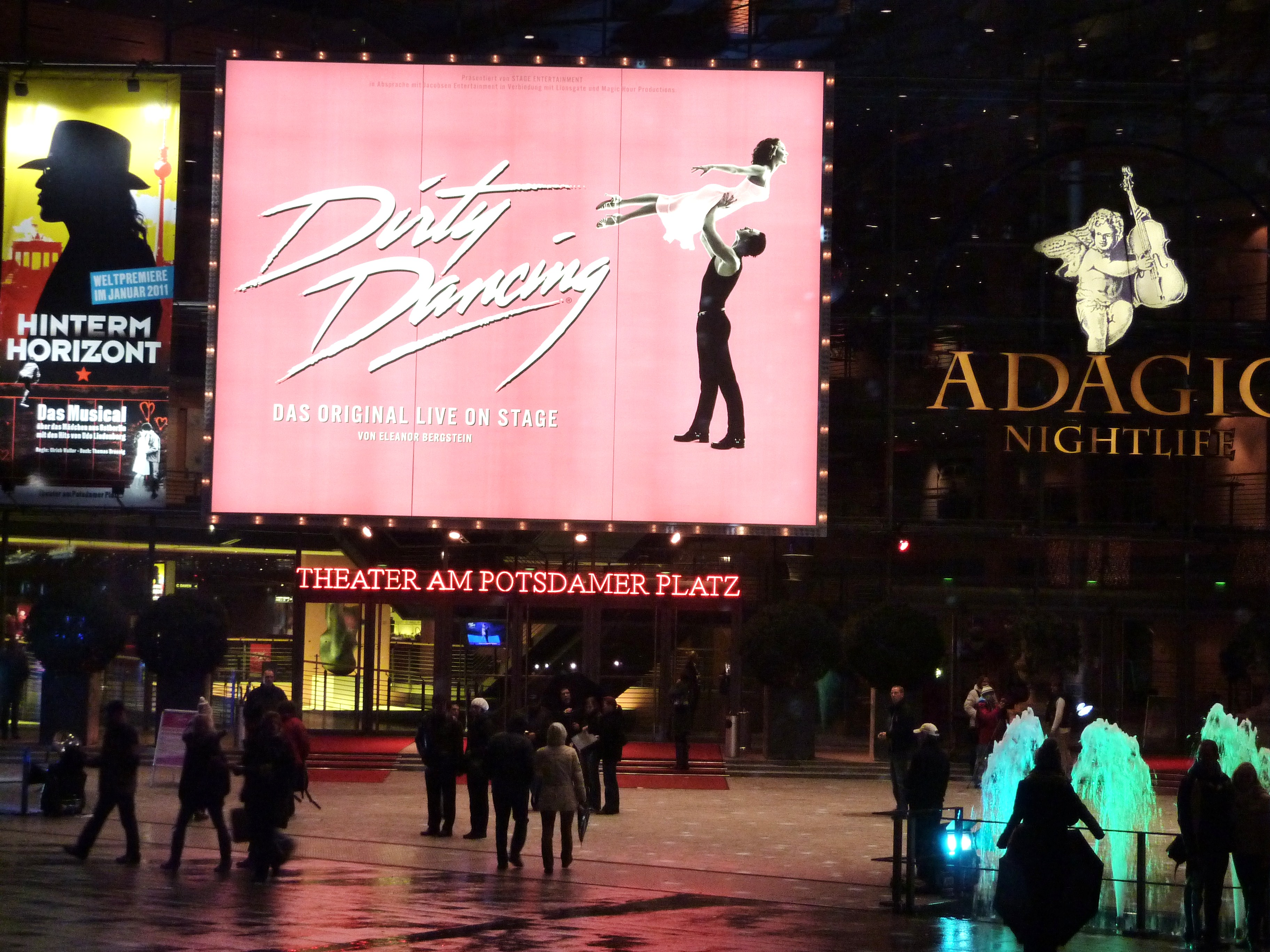
Affiche de la comédie musicale au Adagio Nightclub Theater de Berlin, en 2010.

En 2004, le film est adapté pour la scène en comédie musicale sous le titre Dirty Dancing: The Classic Story on Stage. Produit par Jacobsen Entertainment en Australie pour un budget de 6,5 millions de dollars, le spectacle est écrit par Eleanor Bergstein avec les mêmes chansons que dans le film, ainsi que quelques scènes supplémentaires. La direction musicale est assurée par Chong Lim (l'un des compositeurs de la musique des Jeux olympiques d'été de 2000 à Sydney), et la production initiale comprend Kym Valentine dans le rôle de Bébé, et Josef Brown pour le personnage de Johnny. La production est un succès commercial vendant plus de 200 000 billets pendant ses six mois d'exploitation. Il s'est également joué à guichets fermés en Allemagne, et dans le West End de Londres à l'Aldwych Théâtre à partir du 23 octobre 2006, s'enorgueillissant d'être la plus forte pré-vente de l'histoire de Londres (plus de 6 millions de livres). En mars 2011, plus d'un million de personnes a vu la comédie musicale à Londres et la vente des billets se fait six mois à l'avance. La production du West End d'origine se clôt en juillet 2011, après une durée de cinq ans, avant une tournée nationale de deux ans. Le spectacle est ensuite de retour dans le West End au Piccadilly Theatre, du 13 juillet 2013 au 22 février 2014 avant de reprendre sa tournée au Royaume-Uni et en république d'Irlande.
Une production se met en place pour New York en 2006 avec une pré-tournée dans d'autres villes nord-américaines, le spectacle bat des records au box-office en mai 2007 : 2 millions de dollars dès le premier jour de vente des billets à Toronto. La production débute le 15 novembre 2007, au Royal Alexandra Theatre, avec une distribution entièrement canadienne, sauf pour Monica Ouest (Baby Housman), Britta Lazenga (Penny) et Al Sapienza (Jake Housman). Après Toronto, la comédie musicale s'installe à Chicago, d'abord en extraits le 28 septembre 2008 et l'ouverture officielle se fait le 19 octobre 2008, suivie par Boston (février 7 - 15 mars, 2009) et Los Angeles. Le spectacle est joué pour la première fois à Paris, en langue française au palais des sports à partir du 15 janvier 2015.
Une nouvelle production française est en préparation. Le spectacle sera de retour à Paris au Palais des sports à partir du 22 novembre 2024.
| Lieu de représentation            | Première           | Dernière         |
| --------------------------------- | ------------------ | ---------------- |
| Sydney                            | 18 novembre 2004   |                  |
| Hambourg                          | 26 mars 2006       | 30 juin 2008     |
| Londres                           | 23 octobre 2006    | 9 juillet 2011   |
| Tournée USA & Canada              | 15 novembre 2007   | 29 mars 2009     |
| Utrecht                           | 9 mars 2008        | 4 juillet 2009   |
| Berlin                            | 7 avril 2009       | 14 novembre 2010 |
| Oberhausen                        | 19 octobre 2011    | 8 octobre 2012   |
| Tournée Grande-Bretagne & Irlande | 1er septembre 2011 |                  |
| Zurich                            | 21 mai 2014        | 29 juin 2014     |
| Berlin                            | 27 avril 2014      | 18 mai 2014      |
| Cologne                           | 16 juin 2014       | 10 août 2014     |
| Vienne                            | 21 septembre 2014  | 26 octobre 2014  |
| Milan                             | 9 octobre 2014     | 28 décembre 2014 |
| Brème                             | 29 octobre 2014    | 23 novembre 2014 |
| Munich                            | 26 novembre 2014   | 15 décembre 2014 |
| Paris                             | 15 janvier 2015    | 15 mars 2015     |
| Düsseldorf                        | 23 janvier 2015    | 22 février 2015  |
| Tournée francophone               | 28 mars 2015       |                  |
| Paris                             | 22 novembre 2024   | 29 décembre 2024 |

Distribution française 2015
- Johnny Castle : Corentin Mazo
- Bébé Houseman : Cécile Mazéas
- Penny Johnson : Ophélie de Cesare
- Jake Houseman : Olivier Breitman
- Marjorie Houseman : Aurélie Bargème
- Lisa Houseman : Tiffanie Jamesse
- Billy : Dan Menasche
- Max Kellerman : Jean Reynès
- Gilles Kellerman : Thomas Langlet
- Tito Suarez : Barry Johnson
- M. Schumacher : Michel Mella

Distribution française 2024
- Johnny Castle : Michael O'Reilly
- Bébé Houseman : Justine Marec
- Penny Johnson : Andy Masazza
- Jake Houseman : Aliocha Itovich
- Marjorie Houseman : Julia Dorval
- Lisa Houseman : Marine Villet
- Billy : Thomas Tortosa
- Max Kellerman : Alain Dion
- Gilles Kellerman : Louis Cros
- Tito Suarez : Allen Hoist
- M. Schumacher : Thierry Sauzé